# Bomber
Bomber je italský komediální film z roku 1982 v hlavní roli s Budem Spencerem.

## Děj filmu
Bud Graziano (Bud Spencer), světoznámý profesionální boxér přezdívaný „Bomber“ se náhle a nečekaně vymaní z veřejného povědomí a uchýlí se k jediné vášni a to rybaření. Jeho zmizení začne vyvolávat otázky a nejasnosti.
Jeho zmizení je však přerušeno, když se svou lodí zamíří do domovského přístavu. Tam je zjištěno, že loď je neschopna plavby a Graziano je tak donucen začít pobývat na pevnině. Když se vydá z přístavu pryč, střetne se s Jerrym (Jerry Calà), kterého pronásleduje skupinka násilníků. Graziano mu pomůže a na oplátku ho Jerry pozve k sobě domů. Tam Graziano zjistí, že Jerry provozuje malou boxerskou stáj, ale k velké nelibosti americké armády, která má opodál základnu. Jerry, jehož tým bude mít zápas s týmem vojáků, požádá Graziana, aby se stal jeho boxerem, nebo alespoň trenérem jeho týmu, Graziano o tom nechce ani slyšet, později ale zjistí, že trenérem amerického týmu je Rosco Dunn (Kallie Knoetze). Ten ho porazil na posledním zápase předtím, že Graziano své kariéry zanechal.
Graziano náhodou narazí během rvačky v baru na Giorgia Desideriho (Stefano Mingardo). Rozpozná v něm talent a přesvědčí ho, aby se stal boxerem. To se stane a Desideri se zúčastní šampionátu s Američanem Newmannem. Z prvu se mu daří, ale posléze jako by nebyl schopen použít svou pravačku. Graziano a Desideri se pustí do hádky, mezitím ale vypukne v Jerryho tělocvičně požár. Graziano si chce s Desiderim promluvit, ale Graziana obviní ze zbabělosti, protože po svém posledním prohraném zápase, místo toho, aby se zúčastnil odvetného zápasu, jednoduše zmizel.
O několik dní později se oba setkávají znova, tentokrát Desideri v roli vymahače a Graziano v roli dlužníka. Desideri chce vymoct dlužné peníze, ale Graziano mu ukáže, v čem by se ještě měl jako boxer zdokonalit. Později se Desideri vrátí k Jerrymu a Grazianovi a vyzve do zápasu Rosca Dunna. Během zápasu je však několikrát knockoutován bez toho, aby se jakkoliv bránil. Naštvaný trenér Graziano ho popadne za ruku a náhle zjistí, že je celá zlomená. Graziano se kvůli tomu rozzlobí a postaví se proti Roscovi Dunnovi sám, přičemž ho knokautuje holými pěstmi. Náhle se strhnou z Grazianova návratu ovace publika.

## Obsazení
| Bud Spencer       | Bud Graziano, bývalý boxer             |
| Jerry Calà        | Jerry, vedoucí boxerské stáje          |
| Kallie Knoetze    | Rosco Dunn, voják americké armády      |
| Stefano Mingardo  | Giorgi Desideri, Jerryho a Budův boxer |
| Gegia             | Susanna                                |
| Valeria Cavalli   | Claudia                                |
| Ferdinando Murolo | Krupp                                  |
| Nando Paone       | Ossario                                |
| Bobby Rhodes      | Newmann                                |
| Rik Battaglia     | Dunnovo trenér                         |